# Deogracias Palacios
Deogracias Palacios O.A.R (ur. 22 maja 1901 w Baños de Valdearados, zm. 25 lipca 1936 w Motril) – błogosławiony Kościoła katolickiego, ojciec zakonny zakonu augustianów rekolektów.
W wieku 15 lat wstąpił do zakonu augustianów. Święcenia kapłańskie przyjął w 1925 roku i podjął działalność misyjną w Brazylii i Argentynie. Po ośmiu latach wrócił do Hiszpanii gdzie współtworzył wspólnoty w Monachil i Granadzie. W 1936 roku został przełożonym klasztoru w Motril.
W czasie hiszpańskiej wojny domowej w pełni świadomy zagrożenia pozostał w Motril. W dniu śmierci został wyprowadzony siłą przez milicję z klasztoru na ulicę i rozstrzelany wraz z czterema współbraćmi.
Beatyfikowany przez papieża Jana Pawła II w grupie ośmiu męczenników z Motril, ofiar „z nienawiści do wiary”.